# Besseya
Besseya es un género con trece especies de plantas de flores perteneciente a la familia Scrophulariaceae. Algunos expertos lo clasifican dentro de la familia Plantaginaceae.

## Especies seleccionadas
- Besseya alpina
- Besseya arizonica
- Besseya bullii
- Besseya cinerea
- Besseya gooddingii

## Sinónimo
- Lunellia

- Datos: Q7217568